# 盧傳元
盧傳元（1559年—？），字貞復，號五雲，河南開封府扶溝縣人，明朝政治人物。同進士出身。

## 生平
萬曆十年（1582年）壬午科河南鄉試八十名，萬曆十四年（1586年）丙戌科會試二百六十三名，登三甲第二百六十名進士。礼部观政，十五年十月授任山西黎城縣知縣，十二月調繁榆次县，二十一年选授禮科给事中，二十二年升刑科右，二十三年正月升工科左，十月以年例推升山东布政司参议兼佥事、临清兵备，二十六年五月升陕西按察司副使，三十年丁忧。三十二年補陕西副使兼右参议，三十四年加升按察使，三十六年調洮岷道按察使，三十七年調用，三十八年考察去職。

## 家族
曾祖盧環；祖父盧璽；父盧綵。母孫氏。慈侍下。兄傳詔（壽官）、傳姓（廪生）、傳論、傳道。弟傳芳。